# Giornate della memoria dell'Olocausto
In questa lista sono elencate le giornate commemorative celebrate annualmente in vari paesi del globo in onore e in memoria delle vittime, dei superstiti e dei benefattori dell'Olocausto, il genocidio perpetrato durante il regime nazista. 
| Nazione                                               | Data                                                                                    | Nome | Note |
| ----------------------------------------------------- | --------------------------------------------------------------------------------------- | --- | --- |
| Nazioni unite                                         | 27 gennaio                                                                              | Giornata internazionale della memoria dell'Olocausto | Istituita dall'Assemblea generale delle Nazioni Unite con la risoluzione 60/7 del 1º novembre 2005, durante la 42ª sessione plenaria.                     |
| Israele (e varie comunità ebraiche degli altri paesi) | 27 Nisan (aprile / maggio)                                                              | Yom HaShoah (Giornata dell'Olocausto) o Yom HaZikaron laShoah ve-laGvura (Giornata della memoria dell'Olocausto e dell'eroismo)                                                                 | La data ricorda sia la rivolta del Ghetto di Varsavia, iniziata tredici giorni prima, sia il giorno dell'indipendenza israeliana, che è otto giorni dopo. |
| Unione europea                                        | 27 gennaio                                                                              | Giornata internazionale della memoria dell'Olocausto | Dal 1950. |
| Austria                                               | 5 maggio                                                                                | Gedenktag gegen Gewalt und Rassismus im Gedenken an die Opfer des Nationalsozialismus (Giornata commemorativa contro la violenza e il razzismo in memoria delle vittime del nazionalsocialismo) | Il giorno in cui il campo di concentramento di Mauthausen fu liberato nel 1945.                                                                           |
| Bulgaria                                              | 10 marzo                                                                                | Giornata della memoria dell'Olocausto e "Giornata della salvezza degli ebrei bulgari e delle vittime dell'Olocausto e dei crimini contro l'umanità"                                             | Il giorno della revoca del piano di espulsione della popolazione ebraica del paese, ufficialmente abrogato nel 2003.                                      |
| Repubblica Ceca                                       | 27 gennaio                                                                              | Den památky obětí holocaustu a předcházení zločinu proti lidskosti (giornata della memoria per le vittime dell'Olocausto e per la prevenzione dei crimini contro l'umanità)                     | |
| Francia                                               | 16 luglio                                                                               | Anniversaire de la rafle du Vélodrome d'hiver (anniversario del rastrellamento del Velodromo d'Inverno)                                                                                         | In memoria dell'arresto di massa di 13.152 ebrei francesi, effettuato a Parigi in questa data nel 1942, e del loro successivo sterminio ad Auschwitz.     |
| Germania                                              | 27 gennaio                                                                              | Tag des Gedenkens an die Opfer des Nationalsozialismus (Giornata della memoria delle vittime del nazionalsocialismo)                                                                            | |
| Grecia                                                | 27 gennaio                                                                              | Giornata nazionale della memoria dell'Olocausto | in greco Εθνική Ημέρα Μνήμης Ολοκαυτώματος? (Ethniki Imera Mnimis Olokaftomatos), dal 2004.                                                               |
| Italia                                                | 27 gennaio                                                                              | Giorno della Memoria | |
| Lituania                                              | 23 settembre                                                                            | Lietuvos žydų genocido diena (Il giorno del genocidio degli ebrei lituani) | Anniversario della liquidazione del ghetto di Vilnius nel 1943.                                                                                           |
| Olanda                                                | 4 maggio                                                                                | Dodenherdenking (Commemorazione dei defunti) | C'è anche l'Auschwitzherdenking, ovvero la commemorazione della liberazione di Auschwitz, celebrata ogni ultima domenica di gennaio.                      |
| Polonia                                               | 19 aprile                                                                               | Giornata della memoria dell'Olocausto | Anniversario dell'insurrezione del ghetto di Varsavia. |
| Romania                                               | 9 ottobre                                                                               | Ziua Naţională de Comemorare a Holocaustului (giornata nazionale della commemorazione dell'Olocausto                                                                                            | |
| Slovacchia                                            | 9 settembre                                                                             | Giornata delle vittime dell'Olocausto e dell'odio razziale | Il 9 settembre 1941 la Slovacchia promulgò le leggi antiebraiche, basate sulle leggi di Norimberga.                                                       |
| Svezia                                                | 27 gennaio                                                                              | Förintelsens minnesda (Giornata della memoria dell'Olocausto) | Dal 1999. |
| Serbia                                                | 22 aprile                                                                               | Dan sećanja na žrtve holokausta (Giornata della memoria dell'Olocausto) | |
| Taiwan (Repubblica di Cina)                           | 27 gennaio 25 febbraio                                                                  | 大 屠殺 陣亡 將士 紀念日 (Dà túshā zhènwáng jiàngshì jìniàn rì) | Oltre agli eventi europei, il Taiwan onora anche le vittime dell'incidente del 28 febbraio 1947.                                                          |
| Stati Uniti d'America                                 | Periodo di 8 giorni, dalla domenica prima di Yom Hashoah alla domenica dopo Yom Hashoah | Giornate del ricordo delle vittime dell'Olocausto (DRVH) | Istituito dal Congresso degli Stati Uniti d'America nel 1979.                                                                                             |
| Alberta, Manitoba e Nuova Scozia, Canada              | 27 Nisan (aprile / maggio)                                                              | Le province canadesi di Alberta, Manitoba e Nova Scotia hanno promulgato una legge per riconoscere la Giornata della Memoria dell'Olocausto nel 2000.                                           | |

Nel 2004 erano dodici i paesi che avevano scelto come giornata della memoria la data del 27 gennaio, il giorno della liberazione del campo di concentramento di Auschwitz. Tra questi la Germania, la Gran Bretagna, la Francia, l'Italia e i paesi scandinavi. Nel 2004 Israele ha istituito questa data come segno della lotta contro l'antisemitismo. Sempre nel 2004, undici paesi europei avevano invece scelto delle date legate alla loro storia locale.